# قطاع أولي

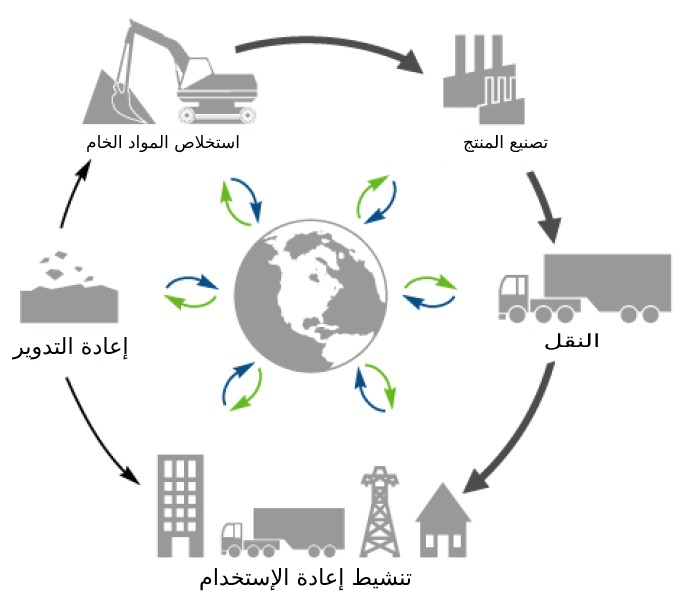
دورة حياة المنتج

القطاع الأولي أو قطاع الأنشطة الاقتصادية الأولية (بالإنجليزية: Primary sector)‏ يمثل أحد قطاعات الاقتصاد التي تحقق استفادة مباشرة من الموارد الطبيعية. ويتضمن هذا القطاع الزراعة واستغلال الغابات والصيد والتعدين واستخراج النفط والغاز. وهو يختلف عن القطاع الثانوي، الذي يختص بإنتاج السلع المصنعة والمعالجة الأخرى، والقطاع الثالث، المعني بإنتاج الخدمات. ويعد القطاع الأولي هو القطاع الأكثر أهمية في أغلب الأحيان في الدول الأقل تطورًا، وبالتالي الأقل أهمية في الدول الصناعية.
وعادة تعد الصناعات التحويلية التي تجمع المواد الخام القريبة من شركات الإنتاج الأولية وتعبئها أو تغلفها أو تنقيها أو تعالجها جزءًا من هذا القطاع، خاصة إذا لم تكن المواد الخام ملائمة للبيع أو صعبة النقل إلى مسافات طويلة.
تشكل الصناعة الأولية القطاع الأكبر في الدول النامية؛ حيث تشيع تربية الحيوان بشكل أكبر في أفريقيا عنها في اليابان. كما يمثل التعدين في القرن التاسع عشر في ساوث ويلز دراسة حالة توضح كيف يمكن أن يعتمد الاقتصاد على شكل واحد من أشكال التجارة.
وعلى غير العادة، تحتل كندا، وهي واحدة من الدول المتقدمة، مكانة بارزة بين الدول التي تعتمد على قطاع الاقتصاد الأولي، حيث إن صناعات قطع الأشجار والنفط تعد الصناعات الأكثر أهمية في كندا. ومع ذلك، تسبب عدد البورصات المركزية الكبرى في خفض صناعة القطاع الأولي في كندا، وهو ما جعلها تعتمد أكثر على الصناعة الرابعة أو القطاع الاقتصادي الرابع وهو الجزء الاقتصادي القائم على المعرفة والذي يتضمن عادة خدمات إنتاج وتبادل المعلومات، وتكنولوجيا تلك المعلومات، والتعليم والبحث والتطوير، والتخطيط المالي، وغيرها من الخدمات الأخرى القائمة على المعرفة.

## الزراعة
تطورت الصناعة الأولية في الدول المتقدمة لتصبح ذات مستوى تكنولوجي متطور، مثل مكنكنة الزراعة بدلاً من الجني والزراعة اليدوية. وتشهد الدول الأكثر تقدمًا ضخ مزيد من الأموال واستثمارها في الوسائل الأولية للإنتاج. على سبيل المثال، في منطقة كورن بيلت في الولايات المتحدة، تُستخدم الحصادات الشاملة في جني الذرة، وأنظمة الرذاذ في توزيع كميات ضخمة من المبيدات الحشرية ومبيدات الأعشاب ومبيدات الفطريات، وهو ما ينتج عنه محصولاً ضخمًا مقارنة بالمحصول الناتج عن استخدام وسائل أقل كثافة رأسمالية. ويتيح هذا التقدم التكنولوجي والاستثمارات الهائلة في القطاع الأولي توظيف أقل عدد من القوى العاملة، وبهذه الطريقة، تميل الدول المتقدمة إلى اشتراك أقل نسبة من القوى العاملة لديها في نشاطات القطاع الأولي، وبالتالي ارتفاع هذه النسبة في القطاعات الثانوية والخدمات.
وتمتلك الدول المتقدمة الفرصة للحفاظ على الصناعات الأولية بها وتطويرها بمستويات تفوق ذلك بكثير نظرًا لما تمتلكه من ثروة هائلة. فعلى سبيل المثال، توفر الإعانات الزراعية التي يقدمها الاتحاد الأوروبي مصدات لمعدلات التضخم المتذبذبة وأسعار المنتجات الزراعية. وهذا يتيح للدول المتقدمة إمكانية تصدير منتجاتها الزراعية بأسعار زهيدة للغاية. وهو ما يجعلها دولاً ذات تنافسية عالية مقارنة بالدول الفقيرة والمتخلفة التي تنتهج سياسات السوق الحرة، ولا تفرض سوى تعريفة جمركية بسيطة أو لا تفرضها أصلاً للتصدي لهم. وتأتي هذه الاختلافات أيضًا نتيجة للإنتاج الأكثر كفاءة في اقتصاديات الدول المتقدمة الذي يعتمد على الآلات الزراعية، والمعلومات المتوفرة لدى المزارعين، والزراعة على نطاق كبير في كثير من الأحيان.

## قائمة بالدول حسب إنتاجها الزراعي

الإنتاج الزراعي العالمي منذ 1970 وحتى 2008. تشمل هذه الفترة تأثيرات الثورة الخضراء.

فيما يلي قائمة بالدول مصنفة وفقًا لإنتاجها الزراعي في عام 2011.
| المرتبة | الدولة           | الإنتاج بمليارات الدولارات الأمريكية | نسبته من of إجمالي الناتج المحلي (%) | % للإنتاج الزراعي العالمي |
| ------- | ---------------- | ------------------------------------ | ------------------------------------ | ------------------------- |
| —       | العالم           | 4249.237                             | 6,1%                                 | 100,0%                    |
| 1       | الصين            | 737,113                              | 10,1%                                | 17,3%                     |
| —       | الاتحاد الأوروبي | 316,398                              | 1,8%                                 | 7,4%                      |
| 2       | الهند            | 303,382                              | 18,1%                                | 7,1%                      |
| 3       | الولايات المتحدة | 181,128                              | 1,2%                                 | 4,3%                      |
| 4       | البرازيل         | 144,589                              | 5,8%                                 | 3,4%                      |
| 5       | إندونيسيا        | 126,006                              | 14,9%                                | 3,0%                      |
| 6       | نيجيريا          | 93,179                               | 39,0%                                | 2,2%                      |
| 7       | اليابان          | 82,173                               | 1.4%                                 | 1.9%                      |
| 8       | روسيا            | 77,717                               | 4,2%                                 | 1,9%                      |
| 9       | تركيا            | 71,584                               | 9,2%                                 | 1,7%                      |
| 10      | أستراليا         | 59,529                               | 4,0%                                 | 1,4%                      |
| 11      | إيران            | 54,034                               | 11,2%                                | 1,3%                      |
| 12      | إسبانيا          | 49,286                               | 3,3%                                 | 1,2%                      |
| 13      | فرنسا            | 47,198                               | 1.7%                                 | 1.1%                      |
| 14      | تايلاند          | 45,971                               | 13,3%                                | 1,1%                      |
| 15      | المكسيك          | 45,037                               | 3,9%                                 | 1,1%                      |
| 16      | الأرجنتين        | 44,764                               | 10,0%                                | 1,1%                      |
| 17      | باكستان          | 44,008                               | 20,9%                                | 1.0%                      |
| 18      | إيطاليا          | 41,776                               | 1,9%                                 | 1,0%                      |
| 19      | مصر              | 33,944                               | 14,4%                                | 0.8%                      |
| 20      | ماليزيا          | 33,442                               | 12,0%                                | 0,8%                      |
| -       | الدول المتبقية   | 1933,377                             |                                      | 45,5%                     |